# Честерский замок
Честерский замок (англ. Chester Castle) — средневековый нормандский замок в Честере в церемониальном графстве Чешир. Расположен на возвышенности на юго-западе города внутри городских стен с видом на реку Ди. Замковый комплекс состоит из сохранившейся части средневекового замка вместе с неоклассическими зданиями, спроектированными Томасом Харрисоном между 1788 и 1813 годами.
Некоторые неоклассические здания сегодня используются Королевским судом; также там расположен военно-исторический музей. Руины замка являются достопримечательностью.

## История

### Средние века
Замок построен в 1070 году Гуго д’Авраншем, 1-м графом Честер, возможно на месте более раннего саксонского укрепления. Изначально это был замок по типу мотт и бейли с деревянной башней, но XII веке она выстроена в камне. Тогда же были возведён каменный торхаус во внутренний двор, сейчас известный как башня Агриколы. На первом этаже башни расположена часовня Святой Марии де Кастро, которая сохранила элементы нормандской архитектуры. В XIII веке, во время правления Генриха III, были построены стены форбурга, заложены ворота в башню Агрикола и построены жилые помещения, в том числе Большой зал вдоль южной стены внутреннего замка. Позже, во время правления Эдуарда I, были добавлены новые ворота в форбург с двумя башнями по бокам и подъёмным мостом через ров глубиной 8 метров. Дальнейшие улучшения включали личные покои для короля и королевы, новую часовню и конюшни.

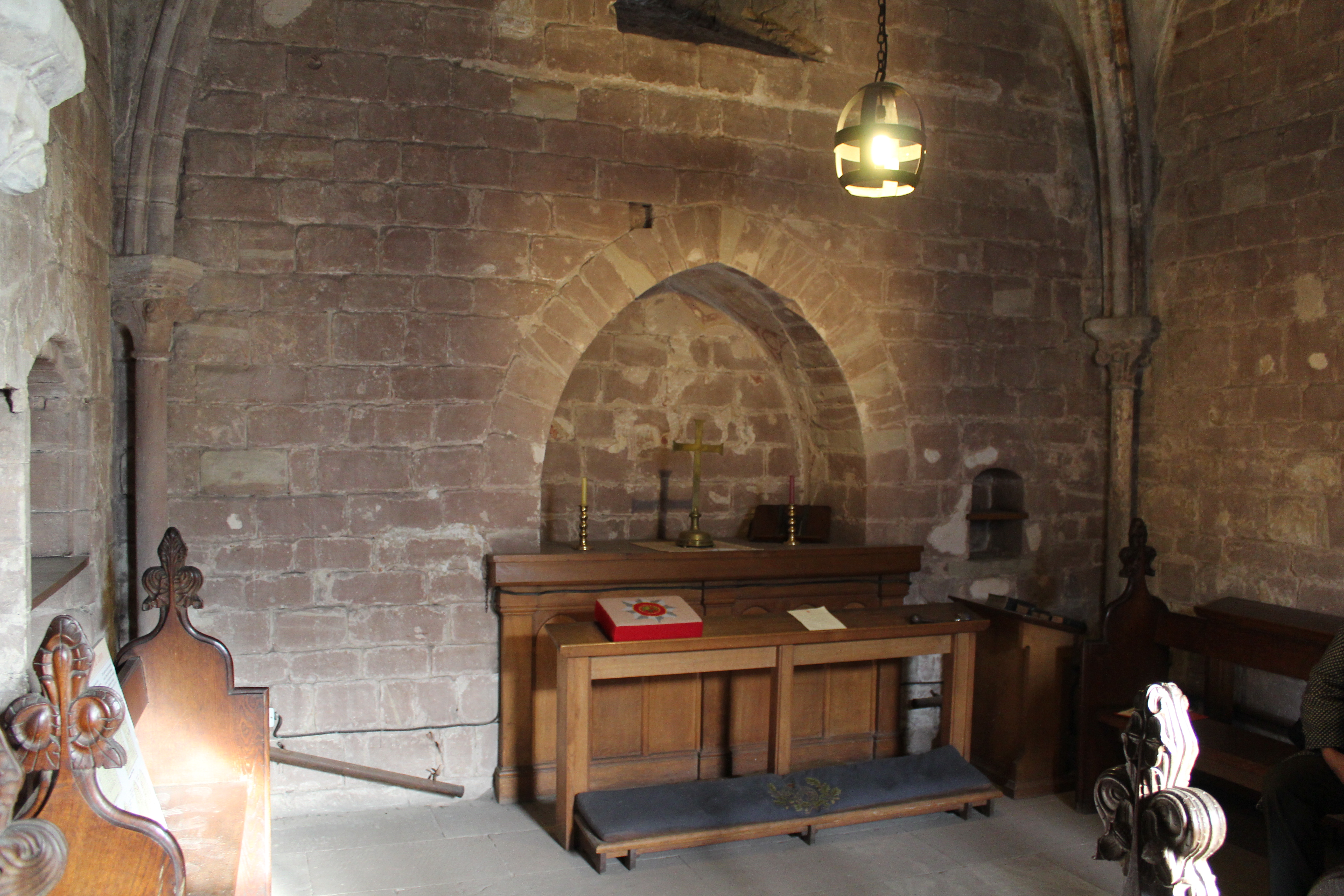
Нормандская часовня.

В крипте башни Агриколы в разное время содержались многие важные люди, такие как король Ричард II; Элеонора Кобем, жена Хамфри, герцога Глостера; и Эндрю де Морей, герой битвы на Стерлингском мосту. Во время Войны Алой и Белой розы ланкастерцы держали в замке йоркиста Джон Невилл, 1-й маркиз Монтегю, после того, как захватили его в битве при Блор-Хиф в 1459 году. Он был освобождён из плена после победы йоркистов при Нортгемптоне в 1460 году. За внешними воротами замка находилось место, известное как Гловерстоун, где ожидающих казни преступников передавали городским властям. Большой зал был перестроен в конце 1570-х годов.

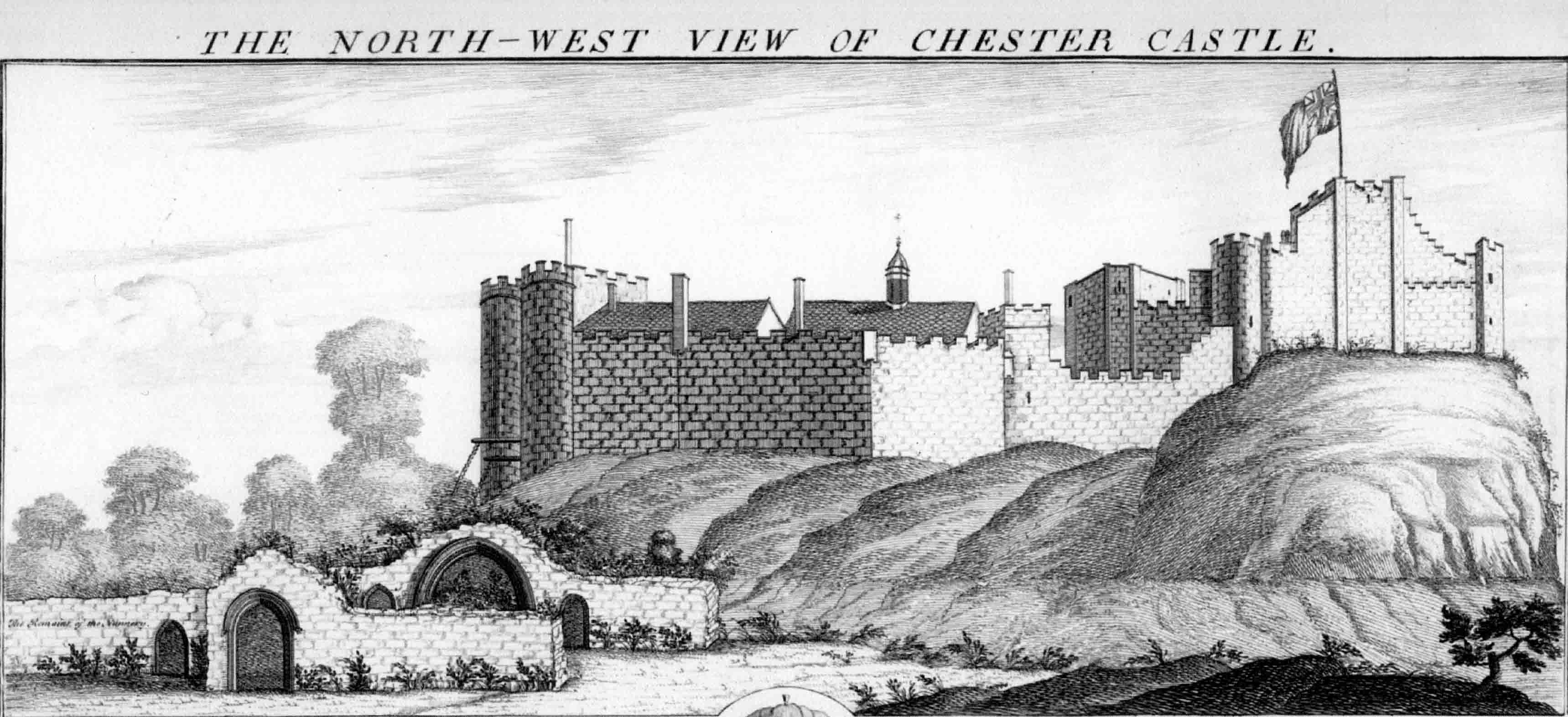
Гравюра середины XVIII века.

Во время гражданской войны Честер удерживали кавалеры. Войска круглоголовых атаковали его в июле 1643 года, а также в январе и апреле 1645 года. Город и замок осаждали с сентября 1645 года по февраль 1646 года. После завершения войны в замке располагалась тюрьма, суд и налоговая инспекция. В 1687 году Яков II посетил мессу в часовне Святой Марии де Кастро. В 1696 году в здании, примыкающем к башне Полумесяца, был основан Честерский монетный двор, которым управлял Эдмунд Галлей. Во время восстания якобитов в 1745 году на стене с видом на реку находилась огневая позиция.

### XIX век и настоящее время
К концу XVIII века структура замка по большей части пришла в негодность, и Джон Говард, тюремный реформатор, критически оценивал условия содержания в тюрьме. Архитектору Томасу Харрисону было поручено спроектировать новую тюрьму. Она была завершена в 1792 году и была признана одной из лучших тюрем в стране. После этого Харрисон перестроил честерский средневековый Шир-холл (здание суда) в неоклассическом стиле, а также построил два новых крыла (казарма и склад оружия) и спроектировал новый въезд на территорию замка в стиле пропилеи. Эти новые здания возводились между 1788 и 1822 годами. Историк архитектуры Николаус Певзнер отмечает, что работа Харрисона представляет собой «один из самых заметных памятников греческого возрождения во всей Англии».

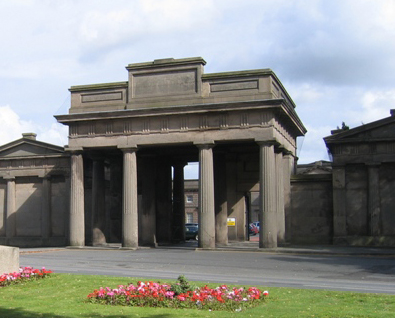
Пропилеи Харрисона.

В феврале 1867 года ирландский фений Майкл Девитт возглавил неудавшийся набег на склад оружия в замке. После этого замок заняла армия, и в 1873 году, после реформ Кардуэлла, замок стал базой для двух батальонов 22-го пехотного полка. В соответствии с реформами Чайлдерса 22-й полк превратился в Чеширский полк в 1881 году.
В 1925 году, после двухсот лет использования под склад и хранилище боеприпасов, склеп и часовня в башне Агриколы были повторно освящены епископом Честерским для использования Чеширским полком. Замок оставался складом Чеширского полка вплоть до 1939 года, когда полк переехал в казармы Дейла, базу в Мостоне. В то же время часовня была отреставрирована.

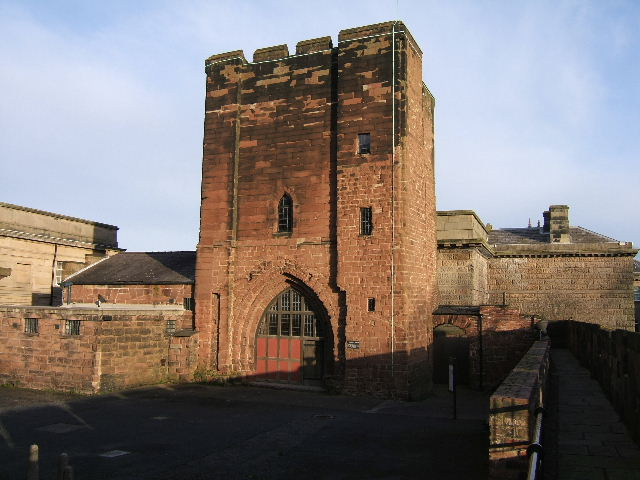
Башня Агриколы.

В реестр памятников архитектуры I степени внесены следующие постройки: руины нормандского замка и башня Агриколы; куртина с южной и западной стороны со средневековыми башнями и огневой точкой; пропилеи — вход в замковый комплекс с Гросвенор-роуд; бывший Шир-холл, а ныне здание Королевского суда; бывшие казармы, в котором сейчас находится Чеширский военный музей; бывшая оружейная и офицерская столовая.
Часовня до сих пор является полковой часовней Чеширского полка. Его потолок покрыт фресками начала XIII века, изображающими Посещение Марии и чудеса Девы Марии, которые были обнаружены во время консервационных работ в 1990-х годах. Внутренний замок обслуживает администрация Западного Чешира и Честера от имени фонда «Английское наследие».